# آدولف فون بایر
یوهان فریدریش ویلهلم آدولف فون بایر (به آلمانی: Johann Friedrich Wilhelm Adolf von Baeyer) (زاده ۳۱ اکتبر ۱۸۳۵ – درگذشته ۲۰ اوت ۱۹۱۷)، شیمیدان آلمانی و برنده جایزه نوبل شیمی (در سال ۱۹۰۵) بود. او موفق به سنتز ماده رنگی موسوم به «ایندیگو» (نیل) و همچنین کشف فرمول شیمیایی آن شد.
از شاگردان معروف وی می‌توان به: جان اولریش نف، ویکتور ویلیگر، کارل تئودور لیبرمن، کارل گربه اشاره کرد.